# 法拉墨·圖克
在托爾金（J. R. R. Tolkien）的奇幻小說裡，法拉墨·圖克（Faramir Took）或統領法拉墨一世是皮瑞格林一世的長子。他生於夏爾曆1430年，他娶了山姆·詹吉（Samwise Gamgee）的第三個女兒金毛（Goldilocks）。夏爾曆1484年，法拉墨·圖克成為哈比人統領，他的名字是取自剛鐸攝政王（Steward of Gondor）迪耐瑟二世（Denethor）之子法拉墨（Faramir）。